# Pygovalgus insignis
Pygovalgus insignis är en skalbaggsart som beskrevs av Hermann Julius Kolbe 1884. Pygovalgus insignis ingår i släktet Pygovalgus och familjen Cetoniidae. Inga underarter finns listade i Catalogue of Life.